# Религија у Мађарској
Религија у Мађарској заступљена је с неколико верских народа.

## Историја
Мађарска је традиционално римокатоличка. Ширење протестантизма захватило је и Мађарску, као и у Аустрију и Италију, где се протестантизам јаче проширио, националне мањине су се асимилирале, макар су негде биле и већином. Калвинизам се особно проширио и сматрао се симболом мађарства. У 16. веку они чине већину у целој Мађарској, а данас је у Мађарској најбројнији само на истоку Мађарске. Велику улогу у спречавању ширења протестантизма и задржавања римокатоличанства у Мађарској одиграли су и хрватски свештеници. У Мађарској се досељавају у раном новом веку Јевреји и били су бројна заједница. Многи су после страдали у холокаусту или су иселили на запад. Постоји мала заједница гркокатолика. Последица совјетске комунистичке власти над Мађарском је била снажна атеизација друштва.

## Верска структура
Верска структура у Мађарској према попису из 2011. године
Процене које наводи ЦИА из 2011. године говоре о следећем верском саставу:
- римокатолици 37,2%
- калвинисти 11,6%
- лутерани 2,2%
- гркокатолици 1,8%
- остали 1,9%
- атеисти 18,2%
- није прецизирано 27,2%

Пописом становништва у Мађарској 2011. утврђено је ово стање:
- римокатолици 37,1%
- калвинисти 11,6%
- лутерани 2,2%
- гркокатолици 1,8%
- остале вере 1,9% (у њих спадају сунитски муслимани, јудаизам и остали)[3]
- нерелигиозни 16,7%
- атеисти 1,5%
- неизјашњени 27,2%

## Галерија
- Ширење хришћанства у Европи и на Средоземљу
- Европа у доба великог раскола 1054. године
- Религија у Европи, на Средоземљу и на Блиском истоку 1100. године
- Религије у Европи 1560. године
- Највеће конфесије у Мађарској, по насељима, 2001. године